# Braunvieh
 (février 2009).
Si vous disposez d'ouvrages ou d'articles de référence ou si vous connaissez des sites web de qualité traitant du thème abordé ici, merci de compléter l'article en donnant les références utiles à sa vérifiabilité et en les liant à la section « Notes et références ».
La Braunvieh (« vache brune » en allemand) est une race bovine suisse, également élevée en Allemagne et en Autriche. C'est l'ancêtre des races française brune et américaine brown swiss.

## Origine
Elle appartient au rameau brun. Elle est arrivée en Suisse avec les peuples venus de l'Est à la chute de l'Empire romain. Elle s'est découvert une terre de prédilection dans l'est de la Suisse. Elle a été soumise à la dure sélection des vallées alpines et à la rudesse des alpages pendant plus d'un millénaire. Chaque région a développé sa race, donnant des variantes blondes, brunes, grises, brun-rouge et même pie au contact de la simmental. Au XVIe siècle, douze types différents de brune étaient répertoriés.
Une sélection rigoureuse visant à garder les plus beaux spécimens a été mise en place dans l'élevage de l'abbaye d'Einsiedeln dans le canton de Schwytz. Au XIXe siècle, leur race a intéressé leurs voisins et ils ont alors commencé à exporter leur bétail dans les régions alentour. Un type unifié s'est alors dessiné, bien que des races anciennes se soient maintenues : la rätisches grauvieh, ou grise rhétique, par exemple. Au cours du XIXe siècle, des exportations ont conduit cette race en France (brune), aux États-Unis et Canada (Brown swiss), en Italie (bruna italiana), ou en Allemagne et en Autriche. 
Dans les années 1970, des éleveurs ont importé massivement des semences de taureau brown swiss américain. La race mixte s'est alors spécialisée progressivement vers le lait. Aujourd'hui, elle est une race incontournable en Suisse. Elle représente 47 % de l'effectif bovin juste derrière la simmental. 
Une association d'éleveurs a refusé l'introduction de semence américaine. Ils élèvent à part leur troupeau de braunvieh originelle (Original Braunvieh) qu'ils considèrent plus rustique dans leur environnement difficile. À terme, il est possible qu'ils séparent définitivement leur race en créant leur propre livre généalogique. La FAO répertorie les deux populations avec 11 000 animaux de « Original Schweizer Braunvieh » en 2013 et plus de 200 000 braunvieh en 2013.

## Morphologie

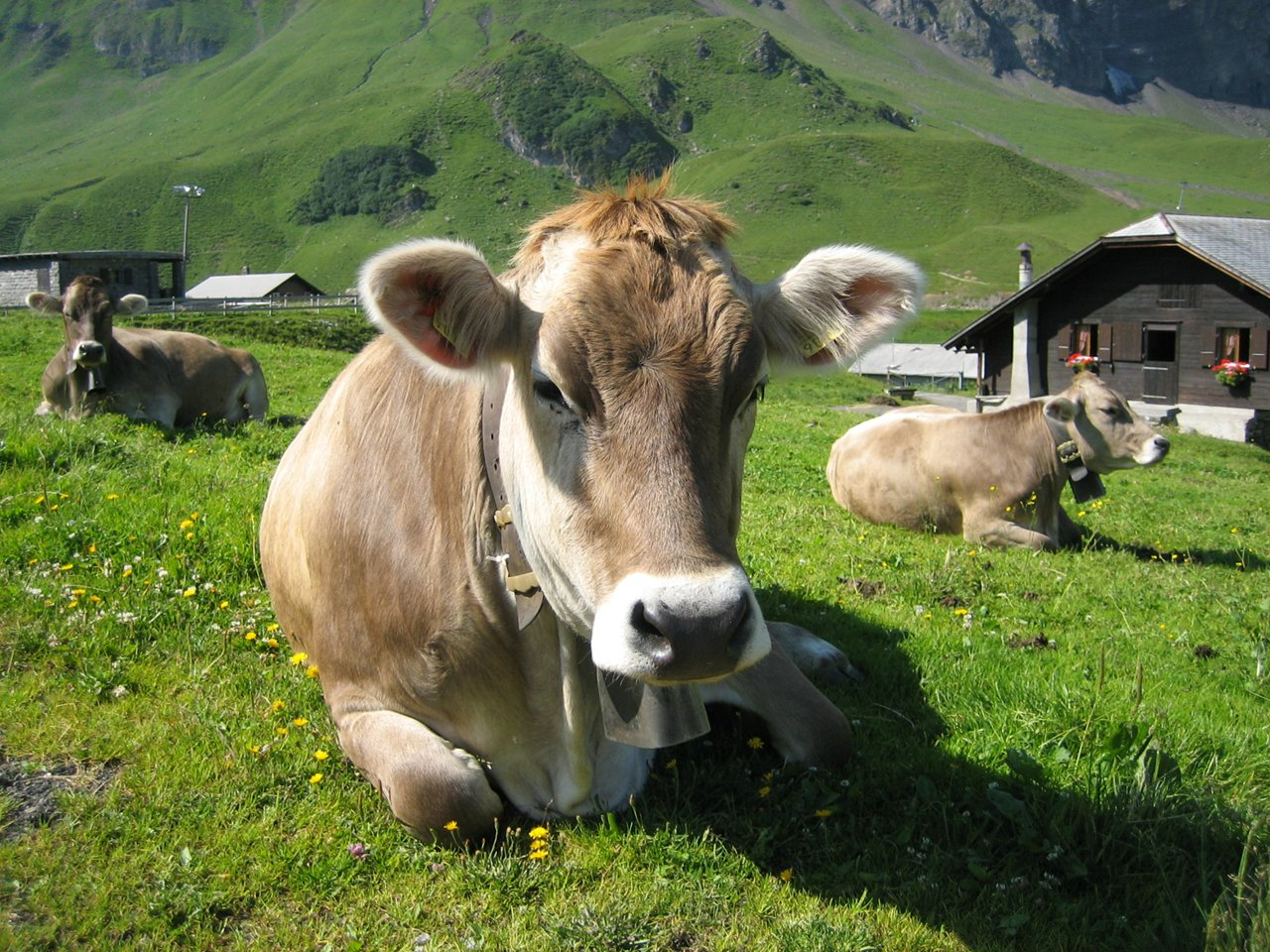

Elle porte une robe brune dont les tons peuvent aller du froment-gris au châtain foncé en passant par le gris. Le taureau est plus sombre au garrot. Le mufle est gris-ardoise entouré d'une auréole blanche. Les oreilles sont garnies de longs poils blancs qui font penser à de la peluche. Les cornes sont courtes et fines à bout sombre. 
Elle mesure 135 à 140 cm au garrot pour 600 à 700 kg.

## Aptitudes

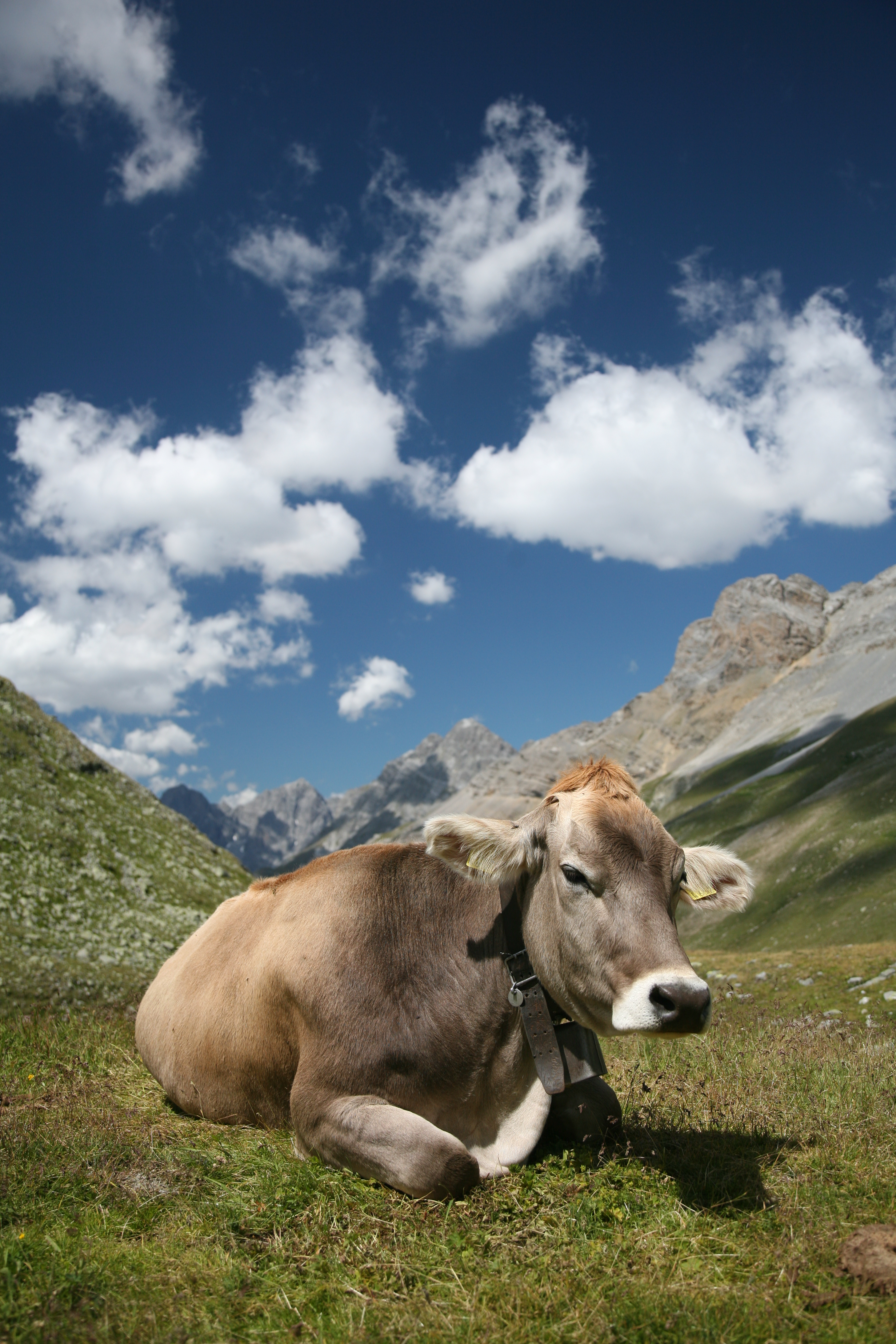
Une Braunvieh en Engadine.

C'est une race mixte qui s'oriente progressivement de plus en plus vers la spécialisation laitière. La production en alpage est de 5 200 kg par lactation, portée à 6 100 kg en élevage intensif. La race originelle reste quant à elle farouchement mixte.
C'est une race rustique, fertile, de bonne longévité, et une bonne mère pour les veaux. Son adaptation à la zone montagneuse et sa facilité d'adaptation à la chaleur la font rechercher en croisement pour l'amélioration de la production laitière de nombreux pays. 
Pour ceux qui lui consacrent leur élevage s'ajoutent des qualités subjectives : elle est belle, sa tête est fine et expressive et elle a un caractère très doux.

## Sources